# Disarstar
Disarstar (* 15. Januar 1994 in Hamburg; bürgerlich Gerrit Falius) ist ein deutscher Rapper. Er steht bei Four Music unter Vertrag.

## Karriere
Falius wuchs als Sohn eines Unternehmers in Hamburg auf und wurde im Alter von 15 Jahren vom Jugendamt aus dem Elternhaus genommen. Seine ersten musikalischen Gehversuche machte er bereits im Alter von elf Jahren. Zunächst beschränkte er sich auf das Schreiben von Liedtexten, ehe er wenig später dazu überging, diese auch aufzunehmen. Die zu dieser Zeit entstandenen Aufnahmen, die überwiegend dem Streetrap zuzuordnen waren, brachten ihm kleinere Erfolge ein. Alkohol- und Drogenkonsum sowie erste Straftaten, die unter anderem eine Bewährungsstrafe wegen gefährlicher Körperverletzung zur Folge hatten, standen dem Rapper zu der Zeit jedoch im Weg. Darauf wurde ihm ein Sozialarbeiter zugeteilt, der ihm beim Reflektieren seines bisherigen Lebens zur Seite stand und ihm bei seiner Selbstfindung als Mensch und als Rapper half. Sowohl sein Charakter als auch sein Rapstil veränderten sich, sodass der ehemalige Kriminelle sein Augenmerk mehr auf Philosophie und Gesellschaftskritik lenken konnte.
Dies spiegelte sich in Disarstars Musik wider, die nun lyrisch mehr seiner „Abkehr von Substanzmissbrauch und der Hinwendung zur Sinnsuche“ galt. So veröffentlichte er von 2010 bis 2013 eine Reihe von Mixtapes und EPs zum kostenlosen Download. Schließlich wurde das Independent-Label Showdown Records auf ihn aufmerksam, bei dem er 2014 unter Vertrag genommen wurde. Im Zuge dessen erschien das Gratis-Mixtape Manege frei sowie die EP Tausend in Einem, welche seine erste kommerzielle Veröffentlichung darstellte. Als Support Act begleitete er Kontra K gegen Ende des Jahres auf dessen Loyal-Tour, auf der er erstmals vor einem größeren Publikum spielte. 2015 folgte die Aus dem Schatten ins Licht-Tour, auf der Disarstar ebenfalls mitwirkte. Am 26. Juni 2015 erschien sein Debütalbum Kontraste, welches auf Platz 19 der deutschen Albumcharts einstieg. Um die Wartezeit bis zu seinem nächsten Studioalbum zu überbrücken, veröffentlichte er 2016 mit Sturm und Drang ein weiteres kostenloses Mixtape.
Anfang des Jahres 2017 wechselte Disarstar von Showdown Records zum Major-Label Warner Music Germany und kündigte kurz darauf sein zweites Album Minus X Minus = Plus für den 31. März an. Dieses erreichte Platz 16 in den deutschen Albumcharts. Im Rahmen der darauffolgenden Minus X Minus = Plus Tour trat Disarstar schließlich erstmals vor eigenem Publikum auf. Im Anschluss begann er mit den Arbeiten an seinem dritten Album Bohemien, welches am 15. Februar 2019 veröffentlicht wurde. Danach wurde es ruhig um den Hamburger, bis er sich im Dezember mit der ersten Single seines vierten Albums Klassenkampf & Kitsch zurückmeldete.
Am 12. März 2021 erschien sein fünftes Album Deutscher Oktober. Mit Platz 5 erreichte Disarstar damit seine bisher höchste Platzierung in den deutschen Albumcharts.
Seit Juli 2022 steht Disarstar beim Label Four Music unter Vertrag.
Disarstar kündigte am 10. Dezember 2024 eine Tour für die Jahre 2025–2026 an.

## Politisches Engagement
Disarstar bezeichnet sich als Marxist und engagiert sich in kommunistischen Gruppen. Diese politische Ausrichtung wird auch in seinen Liedtexten deutlich. Beispielsweise kritisierte er häufig soziale Ungleichheit, Kapitalismus, Faschismus und Polizeigewalt; er thematisiert außerdem Wechselwirkungen von Armut, Gewalt und psychischen Erkrankungen.
Des Weiteren spiegelt auch Disarstars Logo, ein roter Stern, seine politische Gesinnung wider. Er trägt dieses Symbol auch als Tattoo.

„Ich sehe mich als Antikapitalist, Antiimperialist und Antifaschist.“

Disarstar selbst spricht davon, in einem Widerspruch zu leben, indem er den Kapitalismus kritisiert, selbst aber durch seinen Musikverkauf Teil dieses Systems ist: „Ich kritisiere den Kapitalismus und diese Kritik kannst du dir bei Amazon kaufen. Aber als Marxist lebe ich permanent in einem Widerspruch.“ Dass er an diesem System aber teilnehmen muss, bezeichnet er als Teil seiner Kritik.
In seinem Lied Alice im Wunderland von 2018 kritisiert er gezielt die Politikerin Alice Weidel von der AfD. 2020 beteiligte Disarstar sich zusammen mit 16 weiteren Musikern am Benefiz-Lied Bist du wach? des Rappers Azzi Memo. Es thematisiert den rechtsterroristischen Anschlag in Hanau am 19. Februar 2020. Die Erlöse wurden an die Amadeo-Antonio-Stiftung gespendet. 2022 veröffentlichte er ein Video auf YouTube, in dem er auf einer Sitzfläche angebrachte Barrieren zur Abwehr von Obdachlosen neben dem Empire Riverside Hotel in Hamburg-St. Pauli mit einem Trennschleifer entfernt und anschließend kommentarlos zu Spenden für den benachbarten Obdachlosen-Hilfsverein CaFée mit Herz aufruft.
Nach dem Terrorangriff der Hamas auf Israel 2023 gerieten antizionistische und antisemitische Passagen aus frühen Stücken Disarstars in die Kritik. Darin heißt es unter anderem: „Tod den Zionisten, Freiheit über Geld, wann wachst du endlich auf, westliche Welt?“, „Rache für Gaza“ und „bald ist Schluss, es trifft euch wie ein Flugzeug, das in Wolkenkratzer fliegt“. Disarstar gab daraufhin an, dass die Texte aus einem anderen Lebensabschnitt stammten und er sich bereits seit vielen Jahren klar gegen Antisemitismus positioniere. Der Deutsche Presserat rügte im März 2024 Bild und Bild.de für einen Artikel vom 23. Oktober 2023 mit dem Titel NDR feiert Judenhass-Rapper und sah darin einen Verstoß gegen die journalistische Sorgfalt und den Schutz der Ehre. Disarstar reagierte auf die Vorgänge musikalisch mit der Veröffentlichung des Songs Die verlorene Ehre der Katharina Blum am 9. November 2023.

## Namensgebung
Der sich aus den zwei Bestandteilen Dieser und Star zusammensetzende Name hat für ihn zum einen die wörtliche Bedeutung der beiden Komponenten, als auch die der Falschschreibung von Desaster.

## Diskografie
Studioalben
- 2015: Kontraste
- 2017: Minus X Minus = Plus
- 2019: Bohemien
- 2020: Klassenkampf & Kitsch
- 2021: Deutscher Oktober
- 2022: Rolex für alle
- 2024: Overdose (mit Jugglerz)

Mixtapes
- 2011: Ansichtssache (Free Download)
- 2011: Phase II (Free Download)
- 2013: Herr meiner Sinne (Free Download)
- 2014: Manege frei – Phase III (Best-of-Mixtape; Free Download)
- 2016: Sturm und Drang (Free Download)

EPs
- 2010: Endstation (Free Download)
- 2012: Scheinwelt (mit Tonee Jukeboxx; Free Download)
- 2014: Tausend in Einem
- 2022: Microdose (mit Jugglerz)
- 2023: Autopilot EP

Singles (Auswahl)
- 2022: Miss You (mit The Cratez & Evangelia; #6 der deutschen Single-Trend-Charts am 14. Oktober 2022[27])
- 2023: Wovon sollen wir träumen (so wie wir sind) (mit Jugglerz feat. Frida Gold)
- 2023: Die verlorene Ehre der Katharina Blum
- 2024: Why Does My Heart Feel So Bad? (feat. Moby)

Musikvideos
- 2010: Vergangenheit
- 2011: Vergiss mein nicht
- 2012: Scheinwelt (mit Tonee Jukeboxx)
- 2012: Beat18 (mit Tonee Jukeboxx)
- 2012: Eines deiner Gesichter
- 2012: Irgendwas fehlt (mit Tonee Jukeboxx)
- 2013: Erkenntnis
- 2013: 100.000 Meilen (mit P.M.B. & Tonee Jukeboxx)
- 2013: Intro (Herr meiner Sinne)
- 2013: Bewegung
- 2014: Tausend in Einem
- 2014: Demontage
- 2014: Tor zur Welt
- 2014: Alle hören
- 2015: Bis zum Hals
- 2015: 100 Jahre
- 2015: Anno 2300
- 2015: Lange isses her
- 2015: Kaleidoskop (mit Haudegen)
- 2016: Mucke
- 2017: Death Metal
- 2017: Konsum (mit Tua)
- 2017: Per aspera ad astra (mit Mohammed Ali Malik)
- 2017: Beat, Stift und Blatt
- 2018: Wie lange noch (mit P.M.B. & BOZ)
- 2018: Alice im Wunderland
- 2018: Dunkle Wolken (mit Kaind)
- 2019: Nike's x McDonald's (mit BLINKER & Philipp Dittberner)
- 2019: Riot + Robocop
- 2019: Wie es geht
- 2019: Sorry (mit NORDN)
- 2019: All die Jahre
- 2020: Dystopia
- 2020: Situationen
- 2020: Bist du wach? (Azzi Memo feat. Nate57, Veysel, Sinan-G, Kool Savas, NKSN, Rola, Disarstar, Maestro, Hanybal, Celo & Abdi, Manuellsen, Silla, Credibil, Ali471, Milonair, Mortel & KEZ)
- 2020: Sick (mit DAZZIT)
- 2020: Australien[28]
- 2020: Du wirst schon sehen (mit Provinz)
- 2020: Trauma (mit Nura)[29]
- 2021: Nachbarschaft
- 2021: Assassin (mit JaILL)
- 2021: Großstadtfieber (mit DAZZIT)
- 2021: Intro (Balenciaga)
- 2021: 24/7 (mit ESO.ES)
- 2021: Alles was wir kenn
- 2021: Microdose
- 2022: 7 Leben (mit Gentleman)
- 2022: Lya
- 2022: Monster (mit Esther Graf)
- 2022: Bei dir (mit Miwata)
- 2022: Alle broke (mit The Cratez)
- 2022: Rolex für alle
- 2022: Hunger
- 2022: Supergirl
- 2022: Palace Walls (mit Dxve)
- 2022: Pausenlos (mit Luvre47)
- 2023: Kopf hoch (mit Fae August)
- 2023: Siamo Tutti
- 2023: Amerika
- 2023: Randale & Heckmeck (mit Antifuchs)
- 2023: All Black
- 2023: Meine Stadt schläft nie (mit Luvre47)
- 2023: Regenjacke
- 2023: Why does my heart
- 2023: Adrenalin
- 2024: Trümmer (mit Luvre47 & TJARK)
- 2024: Wieder von vorn
- 2024: Hymne über Liebe
- 2024: Renn (mit Tom Hengst)
- 2024: Steig ein (mit Ruffy)
- 2025: Saint-Tropez
- 2025: Großraumbüro
- 2025: Weiße mit Dreads

## Auszeichnungen
Hiphop.de Awards
- 2022: „Macher des Jahres“[30]